# Escuela de Saarbrücken
La escuela de Saarbrücken es un grupo de investigadores en torno al historiador de las religiones Karl-Heinz Ohlig que indaga el origen del Islam mediante el método histórico-crítico, el procedimiento estándar científico para el análisis de textos históricos, así como con métodos de otras disciplinas científicas, por ejemplo la numismática. Es una de las corrientes de la más amplia escuela revisionista de estudios islámicos

## Descripción
La escuela de Saarbrücken aplica a todos los asuntos de la historia temprana del islam y del Corán el método histórico-crítico. La temprana historia del islam transmitida en la llamada «literatura de la tradición» no se considera una fuente histórica, sino un producto literario de la época en que cada texto fue fijado por escrito por motivos políticos, teológicos, literarios u otros. A la luz de estas investigaciones, el surgimiento de la religión islámica aparece como un proceso que se prolongó durante más de dos siglos. La concentración del poder en el imperio árabe, el inicio del cómputo árabe de los años, la remodelación y la construcción de edificios sacros como la basílica de San Juan o la Mezquita de los Omeyas en Damasco, la Cúpula de la Roca en Jerusalén, la llamada Mezquita del Profeta en Medina y la Kaaba en La Meca, la redacción y el uso del Corán, el calendario islámico, la redacción de una biografía del profeta árabe, el establecimiento de una peregrinación en La Meca, el desarrollo de la literatura de la tradición y del derecho islámico son elementos de la nueva religión universal para los cuales los investigadores de la escuela de Saarbrücken han determinado en cada caso orígenes distintos de los que afirma la literatura de la tradición. En resultado, la historia temprana del imperio árabe se presenta como un proceso de creación de una «religión de Estado» por parte de la élite del imperio árabe, en el cual realidades sincréticas —predominantemente cristianas— se moldearon, en confrontación con el Imperio bizantino, el judaísmo rabínico y la cultura del Imperio sasánida, incorporando elementos budistas iranios, hasta formar una nueva religión universal. La concepción tradicional de un profeta árabe con una revelación recibida entre los años 610 y 632 en La Meca y Medina no se sitúa, según los hallazgos de la escuela de Saarbrücken, al comienzo de este proceso, sino que representa una fase intermedia de desarrollo, que se data en el siglo VIII d.C.

## Precursores
Ya Ignác Goldziher, Joseph Schacht, Günter Lüling, Suliman Bashear, Yehuda D. Nevo, John Wansbrough, Patricia Crone y Michael Cook habían sostenido que el relato tradicional no se corresponde con el curso real de la historia. Con el grupo Inârah se ha ocupado por primera vez de este tema un grupo de investigadores que trabaja de manera coordinadamente de manera interdisciplinaria.

## Historia
La escuela de Saarbrücken se remonta al historiador de las religiones Karl-Heinz Ohlig, quien, con motivo de su jubilación en 2006 en la Universidad del Sarre, reunió a su alrededor un grupo multidisciplinar de investigadores que en 2007 fundó la asociación sin ánimo de lucro «Inârah e. V. – Instituto para la Investigación de la Historia Temprana del Islam y del Corán». Este grupo, al que además de Ohlig pertenecen, entre otros, el orientalista Gerd-Rüdiger Puin, el lingüista Markus Groß, el filólogo Christoph Luxenberg, el semitista y asiriólogo Robert Kerr, así como el numismático Volker Popp, llevó a cabo en 2008, 2010, 2012, 2014, 2018, 2019 y 2022 siete congresos especializados en los que expusieron más de 50 investigadores. Sus trabajos se han publicado hasta ahora en once volúmenes colectivos (Inârah 1–11). Además, existen numerosos artículos breves en la revista de Saarbrücken «Imprimatur», así como en los volúmenes colectivos de Ibn Warraq sobre el islam temprano.

## Historia de la recepción
Los trabajos de la escuela de Saarbrücken constituyen un corpus propio multidisciplinar de literatura de investigación, cuyo efecto sobre las numerosas disciplinas afectadas aún no es previsible. Un debate científico más amplio con las tesis y resultados del Inârah está todavía pendiente.

## Tesis y resultados de investigación de Inârah
- El nombre Muhammad no designaba originalmente a una persona, sino un predicado cristológico (Popp,[4] Luxenberg,[5] Ohlig,[6] Thomas[7]).
- La peregrinación anual (ḥaŷŷ) tenía lugar en época omeya en varios lugares, con centro en Jerusalén, y solo bajo los abasíes se trasladó a La Meca (Dequin[8]).
- El Yaḥyā del Corán es, a diferencia del Juan bautista del Evangelio, un levita a quien se confía la Ley. El ʿĪsā ibn Maryam del Corán es, a diferencia de Jesús en el Evangelio, un acompañante de la divinidad a quien se confía la Escritura. Ambos pertenecen a una creación renovada y depurada según la tradición persa. El lema preislámico del movimiento coránico mḥmṭ/mḥmd se determina filológicamente con mayor precisión (Popp[9]).
- Supuestas menciones de Muhammad, de musulmanes o del islam en obras del medievo oriental no se refieren a un profeta árabe, a seguidores de una nueva religión ni a una nueva fe (Ohlig[10]).
- La Genealogía del profeta árabe y de su linaje, los qurayshíes, es ahistórica; puede indicarse el punto en que se vuelve histórica (Dequin[11]).
- La biografía del profeta árabe procede en gran medida de la vida de Abū Muslim (Dequin[12]).
- La Meca y Medina pertenecían al ámbito de la cultura escrita surarábiga, y allí se hablaban otras lenguas norarábigas que no fueron predecesoras del árabe clásico. Por ello, ese ámbito no puede considerarse territorio de emergencia del Corán. En cambio, cabe suponer para ello a los habitantes de Hatra u otros lugares de Arabia del Norte deportados al oriente del Imperio sasánida (Kerr[13]).
- El árabe del Corán no da la impresión de ser una lengua surgida de forma natural, ya que muchas de sus particularidades gramaticales no están presentes ni en lenguas semíticas más antiguas, ni en las inscripciones árabes más tempranas, ni tampoco en dialectos árabes posteriores. Parece, por tanto, más bien el resultado de una política lingüística deliberada mediante una unificación arcaizante. Los elementos arcaicos adoptados (por ejemplo, desinencias en la flexión nominal) podrían haber surgido en un entorno donde se hablaban lenguas con elementos similares, lo que ocurre en zonas de Asia Central de lengua iraní (p. ej., sogdiano) (Groß[14]).
- El Corán contiene rasgos lingüísticos que remiten a un original siro-arameo (Luxenberg[15]).
- Nombres y conceptos del Corán que son fundamentales para la autocomprensión islámica, como La Meca, Badr o las hūrīs (doncellas del paraíso), resultan ser lecturas erróneas o interpretaciones infundadas (Luxenberg[16]).
- El Corán fue redactado hacia el año 700 bajo el gobernante Abd al-Malik ibn Marwán y bajo la dirección de su consejero al-Ḥaŷŷāŷ ibn Yūsuf (de Prémare[17]).
- El Corán fue compuesto en los años alrededor de 750 hasta, como mínimo, 820. Con un enfoque de crítica literaria se muestra cómo, bajo el dominio abasí, un texto base inicial fue ampliado paulatinamente, también mediante la creación de referencias cruzadas. Se incorporaron elementos textuales más antiguos (Dequin[18]).
- El examen del texto coránico está aún lejos de una edición crítica (Gerd-Rüdiger Puin[19]).
- No es posible determinar la antigüedad del pergamino con el método del radiocarbono, porque la proporción de respiración del suelo y del sustrato carbonatado en el carbono incorporado en los pastos que antaño sirvieron para obtener el pergamino varía. Esto debe tenerse en cuenta al datar manuscritos coránicos (Dequin[20]).
- El Corán contiene, con el material de Alejandro/Ḏū l-Qarnayn, una materia más joven que la vida del profeta árabe afirmado por la literatura de la tradición; con todo, hay de ello versiones que, desde el punto de vista de la historia del texto, son anteriores al Corán (Popp,[21] Causse[22]).
- Las llamadas «Letras misteriosas» del Corán pueden interpretarse como restos de instrucciones litúrgicas (abreviaturas de salmos a insertar) de una liturgia cristiana siria (Luxenberg[23]).
- El texto coránico contiene, en su estrato más antiguo (aproximadamente un tercio del texto), himnos cristianos estróficos en el sentido de Lüling, cuya estructura y sentido fueron posteriormente alterados mediante añadidos en dirección a una «reinterpretación islámica» (Younes[24]).
- El texto actual del Corán es resultado de una revisión editorial; en casos concretos puede intentarse reconstruir la forma original y así obtener una visión del mundo y de la disposición anímica del autor (Kropp[25]).
- A partir de intervenciones en el texto coránico, demostradas entre otros en manuscritos tempranos, se hace visible un trabajo ideológico centrado sobre todo en los santuarios de Jerusalén y La Meca y en la narración salvífica vinculada a ellos (Mraizika-Chaussy[26]).
- La sospecha de que los cinco pasajes del Corán en los que aparecen mḥmd o aḥmad son interpolaciones se refuerza mediante el examen de su contenido (Gallez[27]).
- La Cúpula de la Roca fue erigida para subrayar, según concepciones de época omeya, el lugar desde el cual Dios, tras la creación del mundo, ascendió al cielo y al que se esperaba que regresase para el Juicio Final (Dequin[8]).
- El texto coránico contiene elementos que funcionan como comentarios a otros pasajes del propio texto y presuponen, por tanto, una estratificación temporal. En consecuencia, la comprensión de los pasajes posteriores moldea la de los anteriores (Gobillot[28]).
- Las diferentes versiones de una misma historia presentes en el texto coránico son resultado del trabajo escrito sobre el texto, en el que versiones anteriores fueron reescritas y recompuestas (Dye[29]).
- El pasaje de la sura 4 que trata de la crucifixión del «Mesías Jesús» (versículos 153-162) revela una historia de redacción en la que deben distinguirse al menos cuatro estratos. De ellos, al menos el último estrato amplio en el versículo 157, que constituye una exégesis erudita y coincide en contenido con exposiciones que se encuentran en Juan Damasceno, debe datarse con posterioridad a la inscripción de la Cúpula de la Roca (692) y al mandato de al-Ḥaŷŷāŷ ibn Yūsuf († 714) (Rodrigo da Costa[30]).
- La obra de Lactancio contiene una serie de líneas teológicas que coinciden con las del Corán (Gobillot[31]).
- La Última Cena mencionada en el Corán debió de ser una especie de comida eucarística maniquea o pauliciana que más se asemejaba a la fiesta de Pesaj o Bēma (Luxenberg,[15] van Reeth[32]).
- El Corán no es un texto dogmático, sino orientado al consenso, que formuló compromisos mínimos en cuestiones religiosas de su tiempo (Kalisch[33]).
- Los conceptos teológicos en textos coránicos proceden de varios entornos religiosos más antiguos: libros proféticos veterotestamentarios, mística judía de la Merkabá, doctrinas cristianas del Logos, creencias babilónicas, literatura de Henoc, ritos bautismales. El Corán se revela como un metatexto que ofrece una visión de la variada cosmovisión religiosa de la época omeya. En época abasí, este legado fue en parte incomprendido y en parte reinterpretado (Popp[34]).
- Con métodos matemáticos puede mostrarse que el Corán tuvo alrededor de 50 autores (Walter[35]).
- Un palimpsesto coránico hallado en Saná contiene numerosas divergencias respecto del texto estándar que reflejan en conjunto cuatro estadios (1. texto escrito original, 2. correcciones a ese texto; 3. tras alcanzar el límite de cambios posibles, rascado del texto corregido y sustitución por un texto nuevo, 4. correcciones al nuevo texto). Incluso el texto nuevo no es idéntico al Corán de El Cairo de hoy (Elisabeth Puin[36]).
- Manuscritos coránicos tempranos, por ejemplo el llamado Corán de Fustat (NLR Marcel 13, San Petersburgo), contienen correcciones relativas a la palabra «Allāh». Hay razones para ver en ello cambios intencionados del esqueleto consonántico y no meros errores del escriba (Brubaker[37]).
- Hacia el año 820 se insertó el versículo 33:37 en el Corán para anclar religiosamente una prohibición de adopción motivada políticamente. En este versículo se menciona a Zayd ibn Hāritha, que en la literatura de la tradición figura como hijo adoptivo del profeta árabe. Tanto la adopción como el matrimonio de Zayd con Zaynab bint Yahsh, su divorcio y su nuevo matrimonio con el profeta árabe faltan en las biografías más antiguas del profeta árabe y solo se introdujeron en relación con la regulación sucesoria del gobernante al-Ma’mūn (Dequin[38]).
- Las inscripciones de monedas de la primera época islámica suelen leerse como lemas religiosos y políticos, no como nombres propios de gobernantes y gobernadores árabes (Popp[39]).
- El origen de la era árabe en el año 622 se remonta a la victoria de Heraclio sobre los sasánidas, en la que las élites árabes del oriente bizantino alcanzaron la autogestión (Popp[40]).
- El ritual de la peregrinación mequí adoptó elementos esenciales de ceremonias budistas, sobre todo de la ordenación monástica. Además, existen otras numerosas similitudes externas entre islam y budismo que apuntan a una adopción consciente con fines de facilitar la misión (Groß[41]).
- La instauración de la peregrinación en La Meca tuvo lugar inmediatamente después de la toma del poder abasí, siguiendo el modelo del Nawbahar budista en Balkh/Mazār-e Šarīf (Dequin[42]).
- Los procesos transmitidos en la literatura de la tradición sobre la peregrinación a La Meca bajo los omeyas son contradictorios y difícilmente conciliables con la Sīra de Ibn Ishaq redactada bajo los abasíes, cuya llamada peregrinación de despedida del profeta árabe se convirtió para tiempos posteriores en el modelo determinante (Hawting[43]).
- En el lugar de peregrinación de La Meca hay llamativas semejanzas de nombres con lugares del lugar de peregrinación de Jerusalén. Así, la elevación mequí aṣ-Ṣafā parece tener su contraparte en el monte Scopus (en Josefo, Sapha), y la elevación mequí al-Marwa su contraparte en el monte del Templo Moría (Sión, Marwah). Esto indica que la peregrinación original se dirigía a Jerusalén y solo después fue trasladada a La Meca (Kerr[44]).
- El calendario islámico es el resultado de una aproximación y alejamiento del judaísmo; como reliquia de ello da testimonio la fecha de la llamada hégira, que es idéntica a Yom Kipur (Dequin[45]).
- Un prerrequisito para el surgimiento del islam fue la cultura religiosa sincrética de la Tierra entre Ríos, que se formó a partir del siglo III con la expropiación de grandes señoríos templarios por parte de la soberanía sasánida. Como sucesoras de los cultos templarios entonces prohibidos surgieron comunidades religiosas como los mandeos, que incorporaron elementos de distintos cultos tolerados o promovidos por el poder, sin que conste que fuesen misionados por ellos. Esta cultura religiosa sincrética hizo posible que el islam pudiera incorporar elementos judíos y cristianos sin proceder de estas comunidades religiosas (Dequin[46]).
- El islam en su forma hoy conocida es un producto del tercer siglo del cómputo árabe; las transmisiones en forma de isnād se introdujeron para poder velar mejor las verdaderas circunstancias (Kalisch[47]).
- La formación de la literatura de la tradición islámica sigue una ley de formación que encubre su historia real y la hace parecer más antigua de lo que es en realidad (Dequin[42]).
- Tradiciones budistas del este de Irán, donde el islam se formó en gran medida, ingresaron en el islam tanto a nivel dogmático (concordancia de forma y contenido en la fe, negación de la voluntad), institucional (madraza) como en detalles (datos de la vida del profeta árabe, nombre de su hija Fátima) (Groß,[48] Dequin[49]).
- Los árabes como descendientes de Ismael son una invención de Flavio Josefo; incluso en la historiografía secular solo existen relatos de ascendencia de los árabes influidos por la Biblia sobre la base de la etnografía griega (Kerr[50]).
- El lanzamiento de piedras a la «Mano de Absalón» en Jerusalén fue transferido a La Meca como el «apedreo en Minā» (Dequin[51]).
- Una «conquista islámica» de España en el año 711 no puede reconstruirse ni a partir de fuentes contemporáneas, ni del registro arqueológico, ni de crónicas narrativas posteriores; cabe suponer que los acontecimientos reales transcurrieron de manera muy distinta a como los presenta la literatura de la tradición (Thomas[52]).
- En la llamada «inscripción de Zuhayr», un grafiti rupestre cerca de la actual carretera de peregrinación entre al-ʿUlā y al-Ḥiŷr, 400 km al norte de Medina, se trata de una falsificación parcial, en la que una inscripción rupestre poco significativa fue ampliada, entre otras cosas, con una fecha anual para poder referirla al no documentado gobernante ʿUmar (634–644) (Kerr[53]).
- La unión en un sistema unitario de ritos, creencias y tradiciones surgidos de manera independiente en el islam es fruto de la cultura misionera maniquea (Dequin[51]).
- El «sello del profeta», usado entre otros por el llamado «Estado Islámico» en su bandera, se remonta a una de las cartas falsificadas en el siglo XIX atribuidas al profeta árabe, hoy conservadas en el Museo de Topkapı de Estambul (Gerd-Rüdiger Puin[54]).